# Metal Slug 3
Metal Slug 3 (яп. メタルスラッグ 3) — видеоигра в жанре Shoot 'em up, выпущенная для консолей и аркадных автоматов Neo-Geo компанией SNK. Игра появилась на свет в 2000 году и она является сиквелом Metal Slug 2. Данная часть серии Metal Slug получила ряд усовершенствований и новинок. Была портирована на PlayStation 2, Xbox, Xbox Live Arcade, Virtual Console, Microsoft Windows, iOS, Android, Wii, PlayStation Portable, PlayStation 3, PlayStation 4, PlayStation Vita, и Nintendo Switch.

## Сюжет
Восстание организованное генералом Морденом с целью захвата всего мира теперь лишь история и порядок на планете восстановлен. Морден, снова став у власти, попытался создать coup d'état, но силы правительства, заранее узнав про заговор, не дали ему шансов вновь попытаться захватить мир.
Разрушившие силы генерала Мордена, Тарма Роувинг и Марко Росси из отряда «Сапсан» снова собирают команду после кратковременного отсутствия. Несмотря на то, что Генерал Морден считался пропавшим без вести, члены команды предпочли скрыть своё существование, но теперь опыт и способности Марко и Тармы требуются чтобы уничтожить оставшиеся силы бунта один за другим. Повсюду ведутся ожесточённые бои против мятежного строя. Подозревают, что за всем злом стоит коварный генерал Морден.
Тем временем, спец-отрядом боевых сил «Сапсан» были замечены несколько странных событий, ничем не указывающих на жестокость свойственную Мордену. От похищения домашнего скота до исчезновения должностных лиц и появлению гигантских мерзких существ. Генерал Морден — это не единственная причина для волнений. Как выяснилось, существует и иная, чужая угроза, которая присутствовала в Metal Slug 2/Metal Slug X. После того, как в финальной миссии Морден снова был повержен, выяснилось, что это был лишь пришелец в обличии генерала, в то время как настоящий Морден находился у них в плену. Захватив главного персонажа, пришельцы используют его для создания собственной армии клонов. И снова, как и в предыдущей части игры, команда «Сапсан» и армия генерала Мордена заключают союз между собой. Армия отправляется в космос, чтобы добраться до главного космического корабля пришельцев, чтобы освободить своего генерала и уничтожить зло прилетевшее из недр галактики. Вместе с армией отправляется и другой член команды «Сапсан». После долгих сражений внутри корабля, персонаж, после крушения космического судна, вынужден сражаться с зелёными копиями и освободить своего товарища по команде из машины клонирования. Зелёные копии начинают умирать, но некоторые выживают и превращаются в зомби. Игроку удаётся покинуть корабль спрыгнув с него на танке, но в воздухе его поджидал лидер пришельцев, гигантская голова с тонкими руками по имени Rootmars. После того как главный босс был побеждён, его безжизненное тело падает в океан и медленно опускается на дно. В конце игры Морден и его армия празднует победу, а главный персонаж с отвращением бросает свой пистолет в океан.

## Геймплей
Механически геймплей остался таким же, как и в предыдущих играх Metal Slug. Новое, что появилось в Metal Slug 3 — это выбор пути прохождения миссии; в большинстве миссий существует несколько вариантов прохождения, каждый путь по своему сложный и длинный, на каждом из них встречается разное количество пленников, но все они ведут к одному и тому же боссу.
Как и в Metal Slug 2/Metal Slug X игрок мог превратиться в мумию, в данной части главный персонаж может иметь следующие перевоплощения:
- Когда на игрока попадает инфекционная жидкость он превращается в зомби. Зомбифицированный персонаж имеет ряд преимуществ: в качестве гранат он использует струю красного цвета, которая уничтожает все, что находится на пути перед ней; также главный герой устойчив против любых нападений солдатов (кроме зомбифицированых солдатов). Но будучи зомби игрок не может присесть, использовать какое-либо оружие кроме пистолета, а также сесть в какой-либо транспорт.
- Под водой игрок оборудован подводным скафандром. В качестве бомб используются тяжелые шайбы.
- В воздухе (а также в космосе) игрок, потеряв воздушное/космическое транспортное средство, использует реактивный ранец для передвижения. Вместо гранат используются ракеты реагирующие на тепло.

Помимо перевоплощений, в Metal Slug 3 было добавлено немалое количество новых транспортных средств:
- Бурильщик (Slug Driller) можно использовать на одном из пути прохождения 4-й миссии. Он может изменять высоту, подымая и опуская кабину, тем самым становится недосягаемым для врагов. Как тяжёлое оружие он использует мощное сверло, моментально убивая противника.
- Подводная лодка (Slug Mariner) даёт некоторую огневую мощь по водой, в качестве бомб используются тяжёлые шайбы, которые при выпуске движутся ко дну.
- Слон (Elephant Slug) неуклюжий, стянутый ремнём с шестиствольным пулемётом, также может стрелять из хобота; при взятии перца чили он стреляет шарами пламени, а при взятии батареи — лазером.
- Страус (Ostrich Slug) далеко прыгает, снабжён шестиствольный пулемётом.
- Вертолет (Slug Copter) появляется наряду с самолётом на воздушной площадке в финальной миссии. Он снабжён шестиствольным пулемётом (который может стрелять во все стороны в отличие от самолёта) и ракетами воздух-воздух с автоматической наводкой.
- Космическая субмарина (Astro Slug) появляется в финальной миссии, после того, как армия Мордена и главный игрок заключили союз. Может использовать пехотное оружие как дополнительное к исходному. Как тяжёлую артиллерию использует заряды прямой наводки.
- Боевой броненосец (lv Rebel Armor) транспортное средство, которое можно захватить убив пилота. Изначально стреляет тяжёлым пулемётом, но может быть заменён любым другим ручным оружием. В ближнем бою использует коготь, имеет гранатомёт и может прыгать выше любого другого транспортного средства.

## Особенности консолей
Консоли компании SNK Playmore имеют две мини-игры «Storming the UFO Mothership» и «Fat Island», которые становятся доступными после прохождения основной сюжетной линии игры.
«Storming the UFO Mothership»
В данной мини-игре игроку позволяется управлять одному из рядовых генерала Мордена, который спасает своих солдат и уничтожает вражеские силы НЛО. Игрок может выбирать между солдатом со щитом, солдатом метающим гранаты и солдатом с базукой. Игроку даётся только одна жизнь. В этой мини-игре нельзя играть вдвоём.
«Fat Island»
Два игрока соперничают в наборе веса. За ограниченное количество времени игроки съедают различные виды продовольствия, начиная набирать вес от 100 до 200 кг. Если игроки потеряют достаточно веса они вернутся к нормальному размеру и попадут в комнату с мумиями.

## Отзывы
| Сводный рейтинг | Сводный рейтинг | Сводный рейтинг |
| Издание         | Оценка          | Оценка          |
| Издание         | Xbox            | Xbox 360        |
| --------------- | --------------- | --------------- |
| GameRankings    | 75,71 %         | 78,46 %         |
| Metacritic      | N/A             | 78              |

Летом 2018 года, благодаря уязвимости в защите Steam Web API, стало известно, что точное количество пользователей сервиса Steam, которые играли в игру хотя бы один раз, составляет 651 482 человека.